# Geelvinkia holthuisi
Geelvinkia holthuisi is een krabbensoort uit de familie van de Gecarcinucidae. De wetenschappelijke naam van de soort is voor het eerst geldig gepubliceerd in 1974 door Bott.